# Roaschia
Roaschia (piemontesisch Roas-cia, okzitanisch Rouascha) ist eine Gemeinde in der italienischen Provinz Cuneo (CN), Region Piemont.

## Lage und Einwohner
Roaschia liegt 18 km südwestlich von der Provinzhauptstadt Cuneo entfernt. Das Gemeindegebiet umfasst eine Fläche von 23 km² und hat 95 Einwohner (Stand 31. Dezember 2023). Seit 1911 hat die Gemeinde 95 % seiner Bevölkerung verloren.
Die Nachbargemeinden sind Entracque, Robilante, Roccavione, Valdieri und Vernante.

## Geschichte

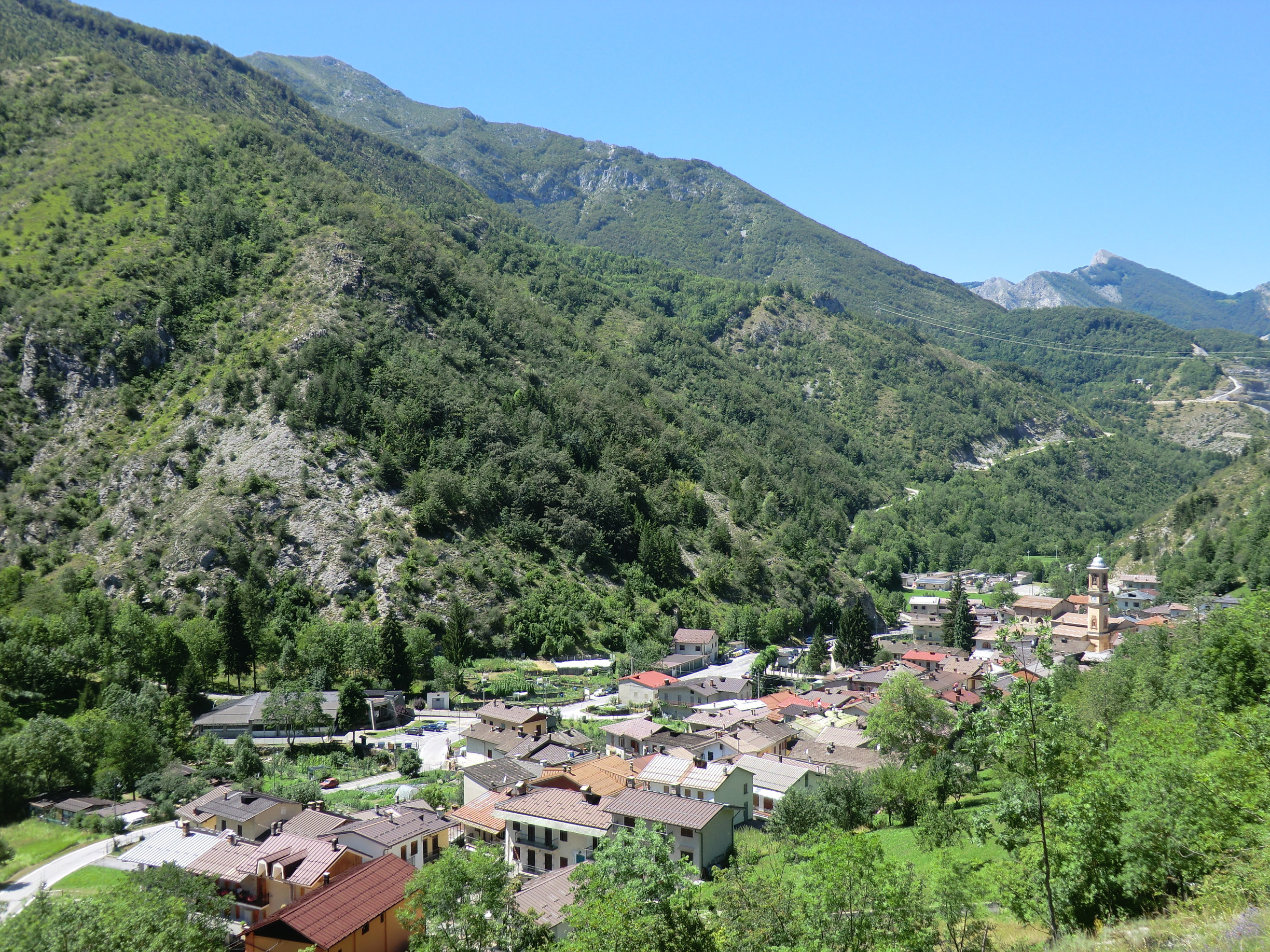
Panorama

Nach Ansicht einiger Gelehrter leitet sich der Ortsname von RUBUS ab, was „Brombeerstrauch“ bedeutet, und bezeichnet daher den „Ort der Brombeersträucher“ oder die „Stadt des kleinen Brombeerbachs“. Vermutlich in der ersten Hälfte des 12. Jahrhunderts in den Gebieten unter der Gerichtsbarkeit der Abtei von Pedona erbaut, war sie lange Zeit umstritten zwischen dieser und der Markgrafschaft Saluzzo. Nachdem es Teil des Bezirks Cuneo geworden war, Mitte des 13. Jahrhunderts, war es ein integraler Bestandteil sowohl während der Anjou- als auch der Saluzzo-Herrschaft und wurde 1619 von Thomas von Savoyen belehnt, womit es den Grafentitel erhielt Es ging 1663 an die Familie Birago über, ehemalige Feudalherren von Limone.

## Sehenswürdigkeiten
Die Bandito-Höhlen (Grotte del Bandito), die durch die Erosionswirkung des Wassers entstanden sind, dadurch sind große unterirdische Hohlräume gebildet worden. Es wurden zahlreiche Überreste des Ursus spellaeus gefunden, des riesigen Höhlenbären, der vor etwa fünfzehntausend Jahren ausgestorben ist. Einige der in Roaschia gefundenen Höhlenbären sind in den Naturkundemuseen von Mailand und London ausgestellt, aber die meisten Funde sind Bürgermuseum von Cuneo zu sehen.
Zu den wichtigsten Veranstaltungen in der Gemeinde gehört die interprovinzielle Roaschina-Schafmesse, die seit 1994 am dritten Sonntag im Mai stattfindet und der Förderung lokaler Milchprodukte gewidmet ist.